# مفكرة جوجل
مفكرة جوجل (بالإنجليزية: Google Notebook) هي خدمة يقدمها محرك البحث جوجل، هذه الخدمة (البرنامج) تقدم للمستخدم طريقة سهلة لجمع المعلومات وتدوين الملاحظات أثناء تصفح الإنترنت. البرنامج مبني على الويب، يعتبر تطبيق لتقنيات ويب 2.0، لذا فهو يعمل من خلال متصفح الويب. يمكن للمستخدم كتابة نصوص، إضافة صور، وأيضاً إضافة روابط إلى صفحات أخرى، تحفظ «المفكرة» على الشبكة في خوادم جوجل، مما يوفر العديد من المزايا لتطبيق «مفكرة جوجل»، منها: أن المستخدم يستطيع الوصول إلى مفكراته من خلال أي حاسوب متصل بالإنترنت، يستطيع إضافة وتعديل مفكراته من خلال أي حاسوب بدون الحاجة إلى تثبيت أي برامج على الجهاز.

## مزايا
بالإضافة إلى إمكانية عرض، وتعديل، وإضافة مدخلات جديدة إلي المفكرة من أي جهاز حاسوب متصل بالإنترنت؛ حيث أن البرنامج مبني على الويب، هناك العديد من المزايا التي تميز مفكرة جوجل عن برامج أخرى في نفس المجال، منها:-
- يستطيع المستخدم تعديل وإضافة مدخلات جديدة إلى مفكرته بدون الدخول إلى موقع البرنامج، أي أثناء تصفحه لأي صفحة ويب، وذلك من خلال تركيبه تمديداً للمتصفحات متوفر لكل من فيرفكس وانترنت اكسبلورر.

## إيقاف دعم الخدمة
في بداية العام 2009، أعلنت جوجل عن إيقاف تطويرها للخدمة، بمعنى أنها لن تضيف مزايا جديدة أو تجعل الخدمة متاحة للمستخدمين الجدد. لكن ما زال بإمكان المستخدمين المسجلين من قبل أن يستخدموها. يذكر أن إضافات فيرفوكس وانترنت اكسبلورر قد أوقفتا أيضاً.